# 蘭公
兰公，魏晉道教人物，系孔子故乡兖州曲阜人，“精专孝行”，斗中真人特降授“孝悌之教”、“至道秘旨”，并预示晋代有真仙许逊，当传此“孝道之宗”，为“众仙之长”。
後兰公孝道秘法、宝经金丹、铜符铁券，为许逊所得。一說蘭公傳法予諶母，命諶母傳法予許遜。